# Reichsrat (Österreich)

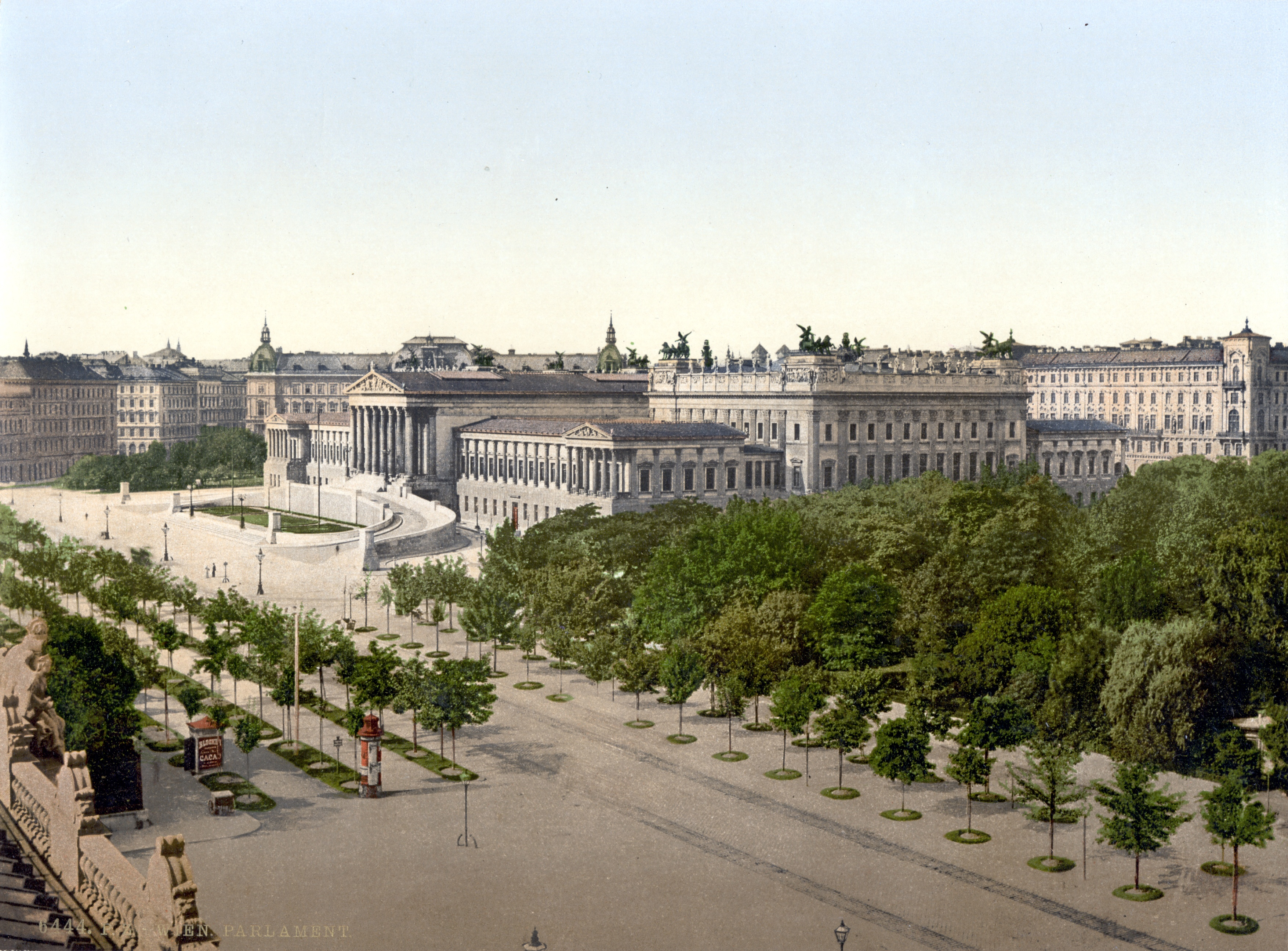
Das ehemalige k. k. Reichsratsgebäude und heutige Parlamentsgebäude in Wien

Der Reichsrat war von 1861 an das Parlament des Kaisertums Österreich und von 1867 bis 1918 das Parlament der cisleithanischen Reichshälfte der nunmehrigen Doppelmonarchie Österreich-Ungarn.
Er bestand aus zwei Kammern, dem Herrenhaus und dem Abgeordnetenhaus. Einberufung, Vertagung und Schließung betrafen immer beide Häuser des Parlaments. Beschlüsse wurden zum Gesetz, wenn ihnen beide Häuser zugestimmt hatten, sie der Kaiser zum Zeichen seines Einverständnisses unterzeichnet hatte und die Gegenzeichnung der verantwortlichen k.k. Minister erfolgt war. (Für Finanzgesetze und Rekrutenaushebung galt, wenn die beiden Häuser uneinig blieben, die kleinere Ziffer als bewilligt.) Die Gesetze wurden im Namen des Kaisers im Reichsgesetzblatt kundgemacht. Neben dem Reichsrat hatten die Landtage der Kronländer Cisleithaniens nur geringe Gesetzgebungskompetenzen.
Sitz des Reichsrats war seit 4. Dezember 1883 das Parlamentsgebäude an der Ringstraße in Wien, das heute Tagungsort des österreichischen Parlaments ist. Vorher hatte das Abgeordnetenhaus nur einen provisorischen Sitz in einem hölzernen Gebäude – ironisch Schmerling-Theater genannt – in der Währinger Straße im 9. Wiener Gemeindebezirk.

## Entstehungsgeschichte

### Revolutionsjahr 1848/Oktroyierte Verfassung 1849
Nach der Märzrevolution von 1848 übertrug die Pillersdorfsche Verfassung vom 25. April 1848 die Gesetzgebung einem Reichstag aus zwei Kammern, dem Abgeordnetenhaus und dem Senat. Das Abgeordnetenhaus wurde von Männern gewählt, wobei allerdings Arbeiter und unterstützungsbedürftige Personen nicht wahlberechtigt waren. Am 16. Mai 1848 wurde diese Verfassung nach revolutionären Protesten als provisorisch erklärt und im Juli 1848 ganz zurückgezogen. Der Reichsrat war die einzige Institution aus der Oktroyierten Märzverfassung von 1849, die tatsächlich eingerichtet worden ist. In der Ursprungsform handelte es sich dann nicht um ein Parlament, sondern um das kaiserliche Kabinett, ein Beratungsgremium des Kaisers, in welches dieser selbst die Mitglieder berief. Dieses Kabinett wurde 1861 aufgelöst und als Staatsrat neu begründet, aber 1868 zugunsten des gemeinsamen Ministeriums (Ministerrats) aufgelöst.

### Oktoberdiplom 1860
1860 musste Kaiser Franz Joseph dem nach Mitbestimmung im Staat strebenden Großbürgertum Zugeständnisse machen, damit die finanzstarken Kreise seine Politik unterstützten; die Finanzkrise der Habsburgermonarchie hatte fast wieder das beängstigende Ausmaß der Zeit des Vormärzes angenommen. Eine zumindest scheinbare Rückkehr zum Konstitutionalismus war daher für den Kaiser unausweichlich.
Erster Schritt war die Erweiterung des beratenden Reichsrats um zusätzliche Mitglieder, die von den neu zu bildenden Landtagen aus den Reihen der Landtagsmitglieder zu wählen waren. Deren Zahl wurde im Oktober 1860 auf 100 festgesetzt. Am 20. Oktober 1860 versprach der Kaiser mit dem sogenannten Oktoberdiplom, dass der Reichsrat nur die gemeinschaftlichen Angelegenheiten aller Königreiche und Länder (damals noch inklusive Ungarn) behandeln, in allen anderen Angelegenheiten aber das beratende Votum nur den Landtagen zustehen werde. Dieser föderalistische Zuschnitt entsprach den Vorstellungen der Konservativen jener Zeit, bei denen der großgrundbesitzende Adel tonangebend war.

### Februarpatent 1861
Das Programm des Oktoberdiploms ließ sich aber gegen den Widerstand des Bürgertums nicht durchsetzen. Die Liberalen forderten eine echte parlamentarische Verfassung. Ihren politischen Vorstellungen entsprach eine Reihe von Verfassungsgesetzen, die der Kaiser am 26. Februar 1861 in Kraft setzte und die in ihrer Gesamtheit Februarpatent genannt wurden.
Der (noch für die Gesamtmonarchie zuständige) neue Reichsrat wurde nun zu einem echten Parlament, das neben dem Kaiser (Vetorecht) mitbeschließend für die Reichsgesetzgebung zuständig war. Der Reichsrat von 1861 war nach dem Zweikammersystem strukturiert (Herrenhaus und von den Landtagen beschickte Abgeordnetenkammer). Die Abgeordnetenkammer bestand aus 343 von den Landtagen der Kronländer bestimmten Abgeordneten, davon 120 aus den Ländern der heiligen ungarischen Krone und 20 aus dem lombardo-venezianischen Königreich. Dem Reichsrat kam über die gemeinsamen Angelegenheiten hinaus eine Generalzuständigkeit zu, da er auch für alle Gegenstände zuständig war, die nicht durch die Landesordnungen in die Kompetenz der einzelnen Landtage verwiesen worden waren. Diese Februarverfassung, die Ungarn und Kroatien in ihren Geltungsbereich einbezogen hatte, scheiterte am Widerstand Ungarns, dessen Politiker Eigenstaatlichkeit mit eigener ungarischer Verfassung forderten.

### Ausscheiden Ungarns aus dem österreichischen Staat 1867
Preußen erzwang in der Folge des Krieges von 1866 das Ausscheiden der deutschen Länder der Donaumonarchie sowie Böhmens, Mährens und Schlesiens aus dem Deutschen Bund. Der verbliebene Teil Lombardo-Venetiens wurde an Italien abgetreten. Der dadurch politisch geschwächte Kaiser sah sich 1867 zum Ausgleich mit Ungarn im Sinne einer Realunion zweier Staaten bewogen.

Allegorie des allgemeinen Wahlrechtes, von Kaiser Franz Joseph I. genehmigt

Durch diesen im Frühjahr 1867 politisch paktierten Ausgleich erhielten die Länder der Stephanskrone Souveränität in der Innenpolitik und einen eigenen Reichstag; von Mai 1867 an waren in beiden Kammern des Reichsrats nur noch die Länder diesseits der Leitha vertreten. Diese wurden in der Folge juristisch bis 1915 nicht als österreichische Länder bezeichnet, sondern als die im Reichsrat vertretenen Königreiche und Länder umschrieben und im Juristendeutsch kurz Cisleithanien genannt.

### Dezemberverfassung 1867
Noch im selben Jahr erhielt die österreichische Reichshälfte eine neue Verfassung, wiederum in Gestalt mehrerer Einzelgesetze (sogenannte Dezemberverfassung vom 21. Dezember 1867). Das Staatsgrundgesetz über die Reichsvertretung in der Fassung von 1861 wurde in die neuen Grundgesetze übernommen, bezog sich aber nicht mehr auf die Länder der ungarischen Krone und das verlorene Lombardo-Venetien, so dass 203 Abgeordnete verblieben. Das Abgeordnetenhaus wurde anfangs noch von den Landtagen beschickt, seit der Wahlreform von 1873 jedoch nach Klassenwahlrecht direkt gewählt.

## Legislaturperioden, Kompetenzen
Herrenhaus und Abgeordnetenhaus berieten von 1861 bis 1918 in zwölf Legislaturperioden (LP), die mit den für das Abgeordnetenhaus durchgeführten Reichsratswahlen korrelierten. In diesen Gesetzgebungsperioden fanden Sessionen beider Häuser statt, die, wenn parlamentarisch nicht lösbare Probleme anstanden und die k.k. Regierung nur durch kaiserliche Verordnungen weiterzukommen glaubte, durch Vertagung des Reichsrats beendet wurden; zuletzt war dies im Frühjahr 1914 der Fall. Die 22 Sessionen wurden von 1861 bis 1918 durchnummeriert. Besonders lang waren mit je einer durchgehenden Session die V. LP (1873–1879), die VI. LP (1879–1885), die VII. LP (1885–1891), die VIII. LP (1891–1897) und die X. LP (1901–1907). Ihnen stehen sehr kurze Legislaturperioden (z. B. III. LP, 1870/1871) gegenüber und die IX. Legislaturperiode, die wegen vier Vertagungen des Reichsrats in den drei Jahren 1897–1900 in fünf Sessionen zerfiel. Die Dauer der Sessionen hing jeweils vom Abgeordnetenhaus ab. War dieses vertagt, durfte auch das Herrenhaus nicht zusammentreten.
Die beiden Kammern des Reichsrats hatten zwar das Gesetzgebungs- und das Steuerbewilligungsrecht, die Regierung war jedoch nicht dem Parlament verantwortlich, sondern dem Kaiser, der sie ein- und wieder absetzte, ohne dass der Reichsrat dies beeinflussen konnte. Kompetenzmäßig war der Reichsrat für alle Angelegenheiten Cisleithaniens zuständig, ausgenommen das mit Ungarn gemeinsame Heer und die Kriegsmarine, die mit Ungarn gemeinsame Außenpolitik und die zwischen Österreich und Ungarn geteilte Finanzierung dieser beiden Bereiche (siehe K.u.k. gemeinsame Ministerien).
Die k.k. Regierung hatte den Budgetentwurf und andere Finanzvorlagen sowie Anträge zur Veräußerung von Staatseigentum, über die Aufnahme von Staatsschulden und über die Rekrutenkontingente zuerst dem Abgeordnetenhaus vorzulegen. Alle anderen Gesetzesvorlagen konnte sie nach Gutdünken auch zuerst dem Herrenhaus unterbreiten. Wurde in einem Finanzgesetz oder im Rekrutengesetz (über die Höhe des auszuhebenden Contingentes) zwischen den beiden Häusern des Reichsrats keine Übereinstimmung erzielt, so galt nach § 13 Grundgesetz über die Reichsvertretung von 1867 die kleinere Ziffer als bewilligt.

## Herrenhaus

Sitzungssaal des Herrenhauses im Reichsratsgebäude (Aufnahme 1902)

Das Herrenhaus setzte sich aus folgenden Kategorien von Mitgliedern zusammen:
1. aus den berufenen Erzherzögen (d. h. den volljährigen Erzherzögen)
2. aus den Erzbischöfen und jenen Bischöfen, denen fürstlicher Rang zukam
3. aus Angehörigen des „vermögenden landsässigen Adels“ (d. h. den Häuptern jener Adelsgeschlechter, denen der Kaiser die „erbliche Reichsratswürde“ verliehen hatte)
4. aus österreichischen Staatsbürgern, die vom Kaiser für Verdienste um Staat und Kirche, Wissenschaft und Kunst auf Lebenszeit berufen wurden.

Das Herrenhaus trat am 29. April 1861 zum ersten Mal zusammen. Es tagte bis 1883 provisorisch im Sitzungssaal des Niederösterreichischen Landtages im Landhaus in der Wiener Herrengasse. Am 4. Dezember 1883 fand (ebenso wie im Abgeordnetenhaus) die erste Sitzung im neu erbauten k.k. Reichsratsgebäude statt. Der Saal wurde 1945 durch Bombentreffer zerstört; heute befindet sich an seiner Stelle der in der Nachkriegszeit gebaute Sitzungssaal des österreichischen Nationalrates.
Unter den vom Kaiser berufenen Herrenhausmitgliedern waren z. B. der Glasindustrielle Ludwig Lobmeyr und der Baumwollunternehmer Nikolaus Dumba, beide auch als Kunstmäzene hervorgetreten, der steirische Dichter Peter Rosegger sowie die Bierindustriellen Anton Dreher junior und Adolf Ignaz Mautner von Markhof.
1911 entfielen beispielsweise auf die einzelnen Kategorien: 14 Erzherzöge, 18 (Erz-)Bischöfe (nämlich fünf Fürst-Erzbischöfe, fünf sonstige Erzbischöfe, acht Fürstbischöfe), 90 Mitglieder des vermögenden landsässigen Adels und 169 auf Lebenszeit ernannte Mitglieder. Es handelte sich ausschließlich um Männer. Der Präsident des Herrenhauses wurde in seiner Tätigkeit von zwei Vize-Präsidenten unterstützt.
Seit 1907 konnten Mitglieder des Herrenhauses auch für das Abgeordnetenhaus kandidieren.
Letzter Präsident des Herrenhauses bis 12. November 1918 war Fürst Alfred III. zu Windisch-Grätz, die zwei letzten Vizepräsidenten waren Fürst Max Egon II. zu Fürstenberg und Prinz Ferdinand von Lobkowitz.

## Abgeordnetenhaus

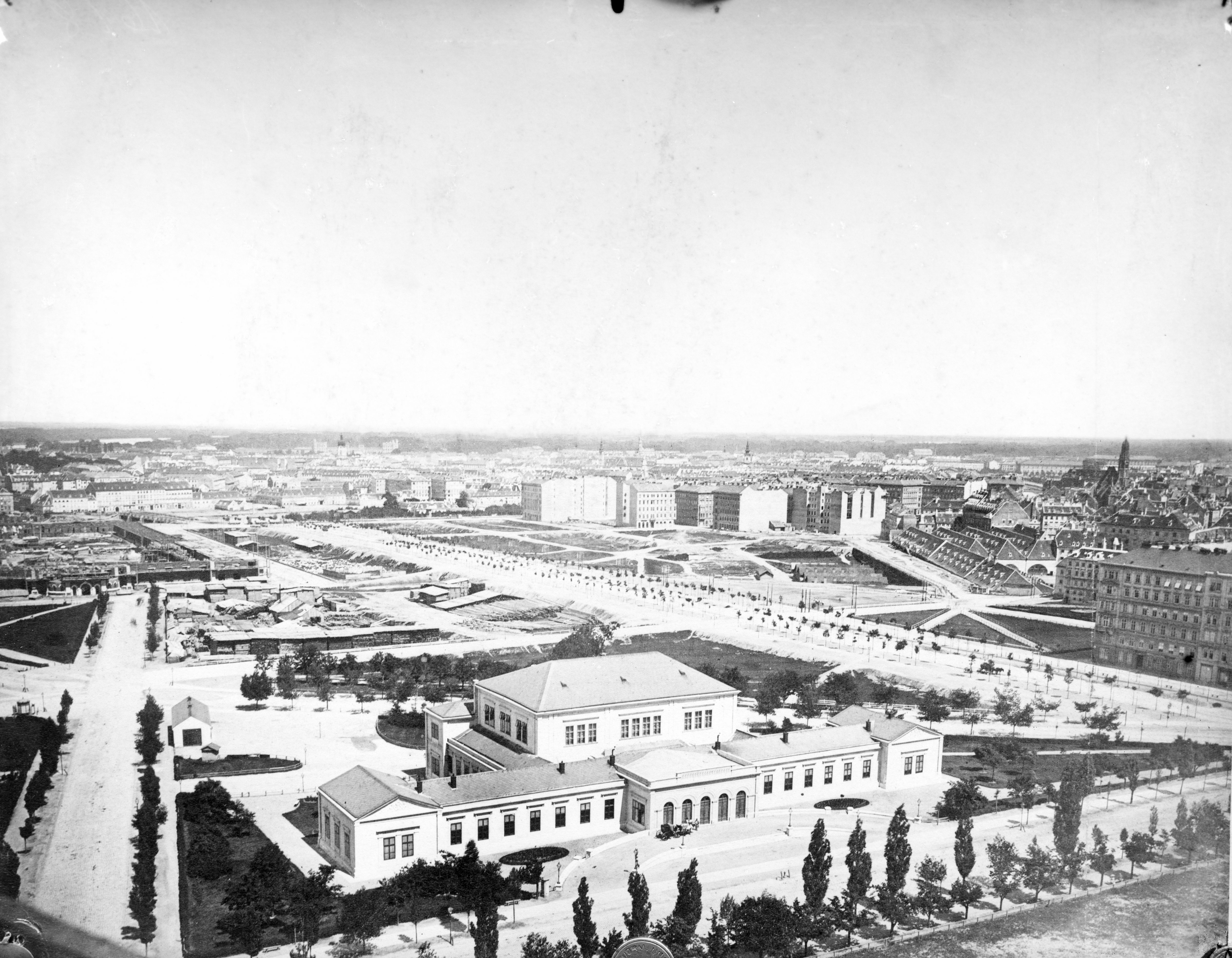
Das provisorische Abgeordnetenhaus in der Währinger Straße in Wien, despektierlich als „Schmerlingtheater“ bezeichnet und 1861–1883 genutzt, im Eröffnungsjahr

Das Abgeordnetenhaus tagte, damals noch für die Gesamtmonarchie zuständig, wie das Herrenhaus zum ersten Mal am 29. April 1861. 1867 wurde die Zahl der von den Landtagen zu entsendenden Abgeordneten in der Dezemberverfassung mit 203 festgelegt; davon entfielen 54 auf Böhmen, 38 auf Galizien, Lodomerien und Krakau, 22 auf Mähren und 18 auf Österreich unter der Enns.
Die Sitzungen fanden bis 1883 im provisorischen Gebäude in der Währinger Straße in Wien statt.
Der historische Sitzungssaal des Abgeordnetenhauses im neu erbauten Parlamentsgebäude, der zuletzt für 516 Abgeordnete von der Bukowina bis Dalmatien Platz bot, wurde am 4. Dezember 1883 zum ersten Mal für eine Sitzung genutzt. Heute wird der Saal normalerweise nur für die Sitzungen der Bundesversammlung anlässlich der Angelobung des Bundespräsidenten und für andere Staatsakte, bei denen beide Kammern des Parlaments versammelt sind, genutzt.

### Kurienwahlrecht von 1873
Die Zahl der Abgeordneten wurde 1873 auf Antrag des Ministeriums Adolf von Auersperg von 203 auf 353 erhöht. Anstatt durch Mandate erfolgten seit der Wahlreform von 1873 direkte Wahlen für eine Wahlperiode von sechs Jahren. Dabei galt Kurienwahlrecht. Die Wähler wurden nach ihrem Stand und Vermögen in vier Kurien eingeordnet. Die Kurie der Großgrundbesitzer umfasste 85 Abgeordnete, die der Handels- und Gewerbekammern 21, Groß- und Mittelbauern (Landgemeinden) wählten 128 und alle anderen in Städten lebenden männlichen Bürger, die jährlich mindestens zehn Gulden (ab 1882 fünf Gulden) direkte Steuern entrichteten, konnten in der vierten Kurie 118 Abgeordnete wählen. Dies entsprach insgesamt 6 % der erwachsenen Bevölkerung.
Am 14. Juni 1896 wurde die Zahl der Abgeordneten auf 425 erhöht und eine fünfte, allgemeine Wählerklasse eingeführt, in der alle Männer wahlberechtigt waren (siehe unten). Anlässlich der Abschaffung des Kurienwahlrechts wurde die Zahl der Abgeordneten am 21. Jänner 1907 auf 516 erhöht.

Das socialdemokratische Wahlcomité für den II. Wahlkreis (Steyr) ruft zu einer Wählerversammlung

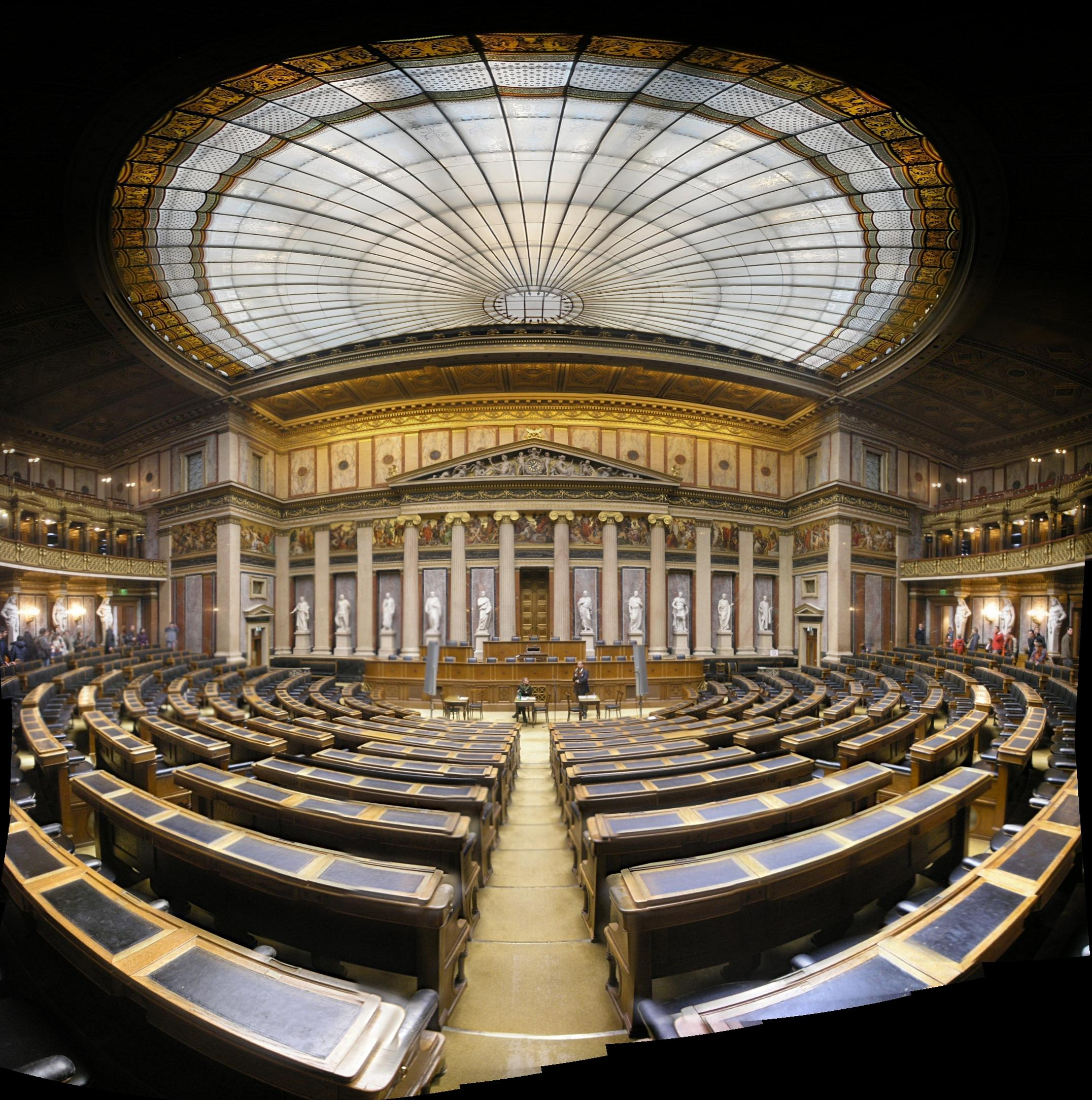
Sitzungssaal des Abgeordnetenhauses 1883–1918

### Allgemeines, gleiches Männerwahlrecht
Am 10. Oktober 1893 scheiterte eine Wahlrechtsreform zur Abschaffung der vierten Kurie und Einführung des allgemeinen Wahlrechtes für die dritte Kurie.
1896 konnte Ministerpräsident Badeni eine fünfte, allgemeine Wählerklasse für alle über 24-jährigen männlichen Staatsbürger einführen, die 72 der 425 Mandate ins Abgeordnetenhaus entsenden konnte.
Bei der letzten Wahlrechtsreform der Monarchie 1906 von Ministerpräsident Paul Gautsch wurde das allgemeine, gleiche, geheime und direkte Wahlrecht für alle Männer eingeführt. 1907 wurden 516 Abgeordnete gewählt. Davon entfielen 130 auf Böhmen, 106 auf Galizien, 64 auf Österreich unter der Enns und 49 auf Mähren. 1911 fanden die letzten Reichsratswahlen mit allgemeinem Männerwahlrecht statt.
Beide Wahlen verstärkten den Trend zu den neuen Massenparteien: 1907 wurden die Christlichsozialen und 1911 die Sozialdemokraten stärkste Fraktion. 1917 wurde die Mandatsdauer der 1911 gewählten Abgeordneten kriegsbedingt verlängert.
Die Verhandlungen des Reichsrats waren vielfach von den Auseinandersetzungen der zahlreichen Parteien und Gruppierungen der Nationalitäten geprägt, die regelmäßig nur zwei Nationalitäten betrafen. Unter diesen Bedingungen war eine Mehrheit zur Unterstützung der (nicht vom Vertrauen des Reichsrats abhängigen) Regierung nur sehr schwer zu organisieren. Immer wieder wurde der Reichsrat vom Kaiser auf Vorschlag der Regierung wegen der ausufernden nationalen Konflikte suspendiert.

## Parlament und Regierung
In den Jahren 1867 bis 1879 hatte die Deutschliberale Partei die Mehrheit im Abgeordnetenhaus des Reichsrats. Sie stellte die Regierungen der Ministerpräsidenten Karl Wilhelm Philipp von Auersperg und Adolf Carl Daniel von Auersperg. Mit ihrem Niedergang endete die deutsche Dominanz im Reichsrat.
Die Regierung des Grafen Eduard von Taaffe stützte sich 1879–1893 auf die deutschösterreichischen Klerikalen sowie die tschechischen und polnischen Konservativen. Sie setzte 1882 die Zensusgrenze für die Wahlberechtigung von zehn auf fünf Gulden Steuerleistung pro Jahr herab. Von den radikalen Nationalparteien heftig bekämpft, scheiterte Taaffe am Versuch, ein nahezu allgemeines Wahlrecht einzuführen.
Nach 1893 konnte keine Regierung mehr die ständige Unterstützung der Mehrheit des Abgeordnetenhauses für sich gewinnen.

## Parlament und Kaiser

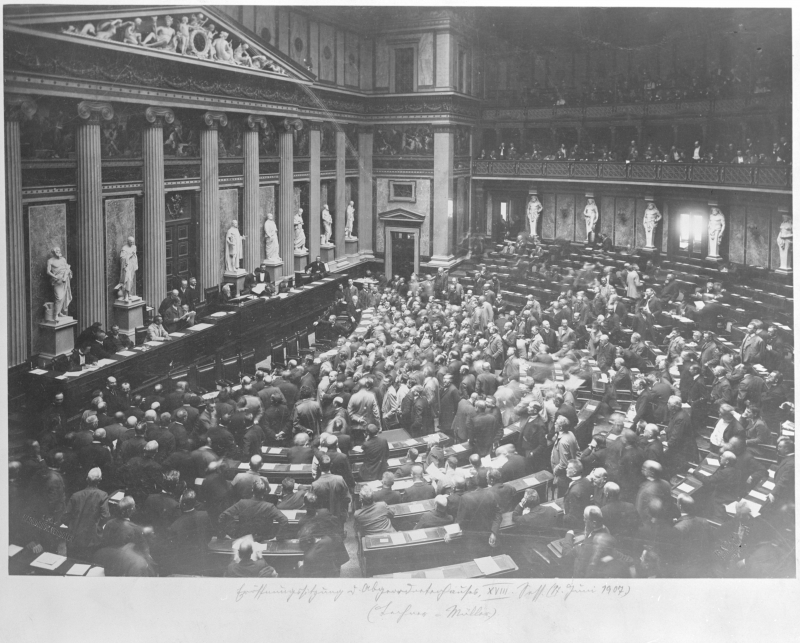
Eröffnungssitzung des Abgeordnetenhauses 1907

Kaiser Franz Joseph, der anfangs absolut regierte, stand dem Parlamentarismus, den er dem erstarkenden Bürgertum zugestehen musste, lange Zeit misstrauisch gegenüber. Er hielt sich aber strikt an die von ihm sanktionierte Verfassung. Die schrittweise Ausweitung des Wahlrechts musste dem skeptischen Kaiser im 19. Jahrhundert von den jeweiligen Regierungen mühsam abgerungen werden.
Die immer wieder erlassenen kaiserlichen Entschließungen zur Vertagung des Reichsrates entsprangen nicht absolutistischen Regungen, sondern erfolgten auf Vorschlag der k.k. Regierung, wenn der Reichsrat zu Beratungen und Entscheidungen auf Grund von Obstruktion, meist durch tschechische Abgeordnete, nicht in der Lage war.
Das Parlamentsgebäude besuchte Franz Joseph nur zweimal, 1879 beim Richtfest und im Jänner 1884 kurz nach der Betriebsaufnahme des Hauses. Die Thronreden mussten sich die Abgeordneten in der Hofburg anhören. Damit versuchte der Hof die Fiktion aufrechtzuerhalten, der Kaiser sei weiterhin der eigentliche Machthaber, wie dies auch die stereotype Einleitung der beschlossenen Gesetze suggerierte: Mit Zustimmung beider Häuser des Reichsrates finde ich anzuordnen, wie folgt …
Der Kaiser änderte nach der russischen Revolution von 1905 seine Einstellung zum Parlament und betrieb die Einführung des allgemeinen Männerwahlrechts, wie es von der Sozialdemokratie in Großdemonstrationen verlangt wurde, gemeinsam mit seinem Ministerpräsidenten Max Wladimir von Beck aktiv. Thronfolger Franz Ferdinand trat 1906 mit adeligen Großgrundbesitzern dagegen auf und wollte die Reform im Herrenhaus zu Fall bringen; der Kaiser drohte an, seine beiden Obersthofmeister, Rudolf Fürst Liechtenstein und Alfred Fürst Montenuovo, im Herrenhaus für die Reform das Wort ergreifen zu lassen. Die Wahlrechtsreform trat 1907 in Kraft.

## Delegationen
Auf Grund der dualistischen Staatskonstruktion der Gesamtmonarchie im Sinn einer Realunion konnte der Reichsrat die gemeinsamen Angelegenheiten der beiden Reichshälften (Außen- und Verteidigungspolitik) nicht in Plenarsitzungen seiner beiden Häuser beeinflussen.
Zur parlamentarischen Entscheidung der gemeinsamen Angelegenheiten waren auf Grund des Ausgleichs von 1867 die so genannten Delegationen des österreichischen Reichsrates und des ungarischen Reichstages mit je 60 Mitgliedern berufen (die österreichische Delegation wurde aus beiden Häusern des Reichsrates gewählt: 40 Abgeordnete, 20 Mitglieder des Herrenhauses).
Sie berieten über die Vorlagen des gemeinsamen Ministerrates gleichzeitig, aber auf Wunsch Ungarns getrennt voneinander: die cisleithanische Delegation auf Deutsch, die transleithanische auf Ungarisch. Gesetzesvorlagen waren nur angenommen, wenn sie in beiden Delegationen, getrennt gewertet, die Mehrheit erlangten. (Die Regel in §§ 31–33 Delegationsgesetz, dass es bei dreimaliger Nichteinigung der beiden Delegationen eine gemeinsame Sitzung geben könne, bei der die bis zu 120 Stimmen gemeinsam ausgewertet würden, gelangte niemals zur Anwendung.) Die Kundmachung der Gesetzesbeschlüsse der Delegationen erfolgte in den Gesetzblättern Österreichs und Ungarns.
Die Delegationen tagten zwar räumlich getrennt, aber in derselben Stadt, damit in beiden Delegationen die gemeinsamen Minister oder deren Vertreter anwesend sein konnten: abwechselnd in Wien und Budapest. So fanden z. B. die Sessionen 1912 und 1914 in Budapest statt, die Session 1913 in Wien.

## Geschäftsordnung
Die Geschäftsordnung des Abgeordnetenhauses machte wirksames parlamentarisches Arbeiten oft unmöglich. Jeder Abgeordnete konnte (wie im Europäischen Parlament) in seiner Muttersprache reden, es gab jedoch keine Dolmetscher und die Redezeit war nicht begrenzt. Für das Protokoll mitstenografiert wurden nur deutsche Äußerungen.
Von Abgeordneten, die Abstimmungen verhindern bzw. verzögern wollten, wurden stundenlange Reden (Filibuster) gehalten; einige sagten Gedichte auf, die nur Abgeordnete der gleichen Muttersprache verstanden. Auch das Lärmen mit Ratschen und Tschinellen und Handgreiflichkeiten unter den Abgeordneten waren nicht selten. Bei dieser Obstruktion taten sich insbesondere tschechische Abgeordnete hervor, die die Zuständigkeit des Reichsrates für Böhmen und Mähren grundsätzlich bestritten.
Nicht zuletzt diese Mängel in der Arbeitsweise setzten den Reichsrat der steten Kritik durch demokratische und antidemokratische Kräfte aus. Adolf Hitler besuchte während seiner Wiener Zeit 1907–1913 oft als Zuhörer die Sitzungen des Reichsrats, deren Ablauf ihn in seiner Ablehnung sowohl des Vielvölkerstaats Österreich-Ungarn als auch des Parlamentarismus an sich bestärkte.

## Ende
Der Reichsrat war am 16. März 1914 vom Kaiser auf Vorschlag der k.k. Regierung Stürgkh vertagt worden; als im Juli 1914 die Entscheidung zum Krieg anstand, wurde der Reichsrat nicht konsultiert. Das Parlament blieb drei Jahre ausgeschaltet; die Diktatur veranlasste Friedrich Adler, Stürgkh am 21. Oktober 1916 zu erschießen. Franz Josephs Nachfolger Karl I. berief den Reichsrat zum 30. Mai 1917 ein, vertagte ihn dann aber, mit Ausnahme der Periode vom 4. Mai bis zum 16. Juli 1918, bis zum Ende der Monarchie nicht mehr.
In diesen letzten 17 Monaten des Reichsrats kamen neben Budget- und Kriegssteuerbeschlüssen u. a. folgende Gesetze zu Stande:
- Am 11. Juni 1917 beschloss das Abgeordnetenhaus eine neue Geschäftsordnung.[10]
- Am 16. Juni 1917 wurde die Mandatsdauer der 1911 gewählten Abgeordneten bis 31. Dezember 1918 verlängert.[11]
- Am 24. Juli 1917 beschloss der Reichsrat auf Vorschlag der k.k. Regierung Seidler das von Juristen später als Kriegswirtschaftliches Ermächtigungsgesetz (KWEG) bezeichnete Gesetz.[12] Bei seiner Übernahme in den Rechtsbestand Deutschösterreichs wurde vergessen, die kontrollierende Mitwirkung des Reichsrats auf das republikanische Parlament zu übertragen. Dies ermöglichte der Bundesregierung Dollfuß 1933/1934, die Etablierung der Ständestaatsdiktatur durch Missbrauch des KWEG als legal darzustellen.
- Ende Dezember 1917 wurde die Unfallversicherung für Bergarbeiter und die Einrichtung eines Ministeriums für soziale Fürsorge beschlossen, im Juli 1918 die Einrichtung eines Ministeriums für Volksgesundheit.[13]
- Am 18. August 1918 beschloss der Reichsrat, dass gerichtlich Freigesprochene Anspruch auf Entschädigung für Untersuchungshaft haben.[14]
- Das letzte im Reichsgesetzblatt publizierte Gesetz betraf die am 26. August 1918 beschlossenen Teuerungszulagen für Lehrer an Volks- und Bürgerschulen.[15]

### Abgeordnetenhaus
Bei der ersten Sitzung im Krieg, am 30. Mai 1917, gaben Abgeordnete nach Verlesung der von der k.k. Regierung eingelangten Vorlagen und Berichte über seit 1914 getroffene Entscheidungen, aber vor Eingang in die Tagesordnung Erklärungen zu den politischen Absichten der Nationalitäten Cisleithaniens nach dem Krieg ab; eine weitgehende Vorwegnahme dessen, was im Oktober/November 1918 tatsächlich eintrat.
Im Oktober 1918 hielt das Abgeordnetenhaus sehr lebhafte Sitzungen ab, bei denen von Abgeordneten aller Nationalitäten (von Galizien bis zum Trentino) Versäumnisse der k.k. Regierungen und Probleme des Zerfalls des bisherigen Staates und des Abfalls Ungarns diskutiert wurden. Dabei wurde ausgesprochen, dass dem Haus keine handlungsfähige Regierung mehr gegenüberstehe und dass man als Abgeordneter bald in anderen Parlamenten weiterarbeiten werde. Staatsloyale Kräfte wollten den Reichsrat zur Schaffung von Regeln für die faire Aufteilung Altösterreichs einsetzen; die Politiker in den neuen Machtzentren der Nachfolgestaaten hatten aber längst selbst das Heft in die Hand genommen. Die Sitzung vom 30. Oktober wurde nach zwei Minuten auf den 12. November vertagt.
Parallel zu den Sitzungen des Abgeordnetenhauses traten die 208 gewählten Reichsratsabgeordneten mehrheitlich deutsch besiedelter Gebiete Cisleithaniens, erstmals am 21. Oktober 1918, als Provisorische Nationalversammlung für Deutschösterreich im Niederösterreichischen Landhaus in Wien zusammen. Mit der Wahl der ersten deutschösterreichischen Regierung konstituierten sie am 30. Oktober 1918 den neuen Staat.
Polnische Reichsratsabgeordnete, die mit dem Nationalausschuss in Warschau zusammenarbeiteten, erklärten am 24. Oktober 1918, weitere Parlamentsarbeit in Wien sei für sie sinnlos. Tschechische Politiker gründeten am 28. Oktober 1918 in Prag die tschechoslowakische Republik. Tags darauf sagten sich die Südslawen Cisleithaniens von Österreich los. Südtirol und Triest wurden ab 3. November 1918 von Italien besetzt.
Am 12. November 1918, dem Tag nach dem Verzicht Karls „auf jeden Anteil an den Staatsgeschäften“ und der Enthebung der letzten k.k. Regierung unter Heinrich Lammasch, hielt das Abgeordnetenhaus unter Präsident Gustav Groß um 11:15 Uhr seine letzte Sitzung ab; sie bestand nur aus einer Trauerkundgebung für den tags zuvor verstorbenen Obmann der Sozialdemokratie, Victor Adler, und einer Ansprache des Präsidenten. Nur zwölf nichtdeutsche Abgeordnete nahmen noch teil. Da die Selbstauflösung in der Verfassung nicht vorgesehen war, wurde der Vorschlag des Präsidenten angenommen, keinen Termin für eine weitere Sitzung festzulegen. Vier Stunden später beschloss die Provisorische Nationalversammlung für Deutschösterreich, die zum ersten Mal im Parlamentsgebäude tagte und dieses für den neuen Staat in Besitz nahm, dass der Staat Republik und Bestandteil der deutschen Republik sei. Alle Reichsratsabgeordneten wurden verständigt, dass sie ihre Diäten bis zum gesetzlichen Ablauf ihrer kriegsbedingt verlängerten Mandatsdauer, somit bis zum 31. Dezember 1918, angewiesen erhalten würden.
Im Februar 1919 fand im heutigen Österreich, jedoch ohne das damals noch ungarische Burgenland, die Wahl der Konstituierenden Nationalversammlung statt, die erste, bei der auch alle Frauen wahlberechtigt waren. Sie hatte vor allem die Aufgabe, eine definitive republikanische Verfassung auszuarbeiten. Diese wurde im Herbst 1920 beschlossen; kurz darauf fand die erste Nationalratswahl statt; das aus direkt gewählten Abgeordneten bestehende Gesetzgebungsorgan bildete nun die erste Kammer des Parlaments.

### Herrenhaus
Das Herrenhaus diskutierte in seiner Sitzung vom 24. Oktober 1918 eingehend die durch das Kaiserliche Manifest vom 16. Oktober eingetretene Situation, wobei u. a. Ottokar von Czernin, Leon Biliński und Ernst von Plener sprachen. Da die k.k. Regierung nunmehr völlig machtlos sei, sei es dringend, dass die neu entstehenden Nationalstaaten möglichst rasch handlungsfähige Regierungen erhielten.
Am 30. Oktober 1918 hätte das neue Kabinett Lammasch, das so genannte Liquidationsministerium, im Herrenhaus vorgestellt werden sollen. Da Lammasch schriftlich erklärte, zur Vorstellung noch nicht bereit zu sein, wurde die Sitzung nach fünf Minuten geschlossen; die nächste Sitzung werde schriftlich einberufen werden. Im gedruckten Index der Stenographischen Protokolle wurde vermerkt, dass das Herrenhaus mit Gesetz vom 12. November 1918 (einem Gesetz der Provisorischen Nationalversammlung für Deutschösterreich) abgeschafft worden sei.

### Delegation
Die Tätigkeit der österreichischen wie der ungarischen Delegation zur Beratung der gemeinsamen Angelegenheiten war beendet, als Ungarn mit Zustimmung des Monarchen den Ausgleich von 1867 per 31. Oktober 1918 kündigte. Von diesem Tag an waren auch die drei gemeinsamen Ministerien und der gemeinsame Oberste Rechnungshof nur mehr liquidierende Institutionen (siehe Liquidierung des Außenministeriums).

## Nachleben
Der Reichsrat beschloss einige Gesetze, die im neuen, kleinen Österreich oft noch Jahrzehnte nach dem Ende der Monarchie in Geltung standen bzw. bis heute stehen. So befindet sich das Staatsgrundgesetz vom 21. Dezember 1867 über die allgemeinen Rechte der Staatsbürger für die im Reichsrathe vertretenen Königreiche und Länder in novellierter Form bis heute in Verfassungsrang.
Für die erste Politikergeneration der Nachfolgestaaten fungierte der Reichsrat oft quasi als Schule in Parlamentarismus. Spitzenpolitiker wie Tomáš Garrigue Masaryk, Gründungspräsident der Tschechoslowakei, Karl Renner und Michael Mayr, 1918–1920 Staatskanzler der neuen Republik Österreich, und Alcide Degasperi, nach dem Zweiten Weltkrieg italienischer Ministerpräsident und Österreichs Verhandlungspartner zum Südtirolproblem, waren zuvor gewählte Reichsratsabgeordnete gewesen.

## Namhafte Parlamentarier (Auswahl)
- Alcide de Gasperi, späterer  Ministerpräsident von Italien, Gründer der Democrazia Cristiana, einer der Gründerväter der Europäischen Union
- Cesare Battisti, Freiheitskämpfer für Italien
- Viktor Adler, Gründer der österreichischen Sozialdemokratie
- Karl Renner, Österreichischer Staatskanzler der ersten Republik und Staatspräsident der zweiten Republik
- Tomáš Garrigue Masaryk, erster Staatspräsident der Tschechoslowakei
- Karel Kramář, erster Ministerpräsident der Tschechoslowakei
- Rudolf Lodgman von Auen, Mitglied des tschechoslowakischen Abgeordnetenhauses, nach dem Zweiten Weltkrieg Vertriebenenfunktionär (erster Sprecher der Sudetendeutschen Landsmannschaft)
- Nikolaus von Wassilko, Mitglied des nationalen Zentralrates der Ukraine
- Ignacy Daszyński, polnischer Ministerpräsident
- Ivo Benkovič, Aktivist für die slowenische Volksgruppe

## Stenografische Protokolle
Über die Sitzungen beider Häuser des Reichsrats wurden stenografische Protokolle geführt, die gedruckt vorliegen. Da damals Simultanübersetzungen nicht verfügbar waren und anderssprachige Stenografen nicht bereitgehalten wurden, konnten nur in deutscher Sprache abgegebene Debattenbeiträge protokolliert werden. Wenn tschechische Abgeordnete aus Protest dagegen, dass der Reichsrat auch für die Länder der Böhmischen Krone zuständig war, gelegentlich Reden auf Tschechisch hielten, wurden diese daher nicht erfasst. Die Stenografischen Protokolle enthalten im Anhang alle gestellten Anträge sowie Listen der Abgeordneten, Herrenhausmitglieder und Parlamentsbeamten. Die Österreichische Nationalbibliothek hat diese Druckwerke digitalisiert und stellt sie ebenso wie das Reichsgesetzblatt als amtliches Publikationsorgan der vom Reichsrat beschlossenen Gesetze im Web zum Lesen bereit.